# ヨセフ・モルナール
ヨセフ・モルナール（Josef Molnar, 1929年9月7日 -2018年11月21日 ）は、オーストリア出身のハープ奏者、声楽家。日本ハープ協会会長。ヨーゼフ・モルナールとも表記。

## 経歴
オーストリア、ゲンゼルンドルフ（ウィーン近郊）出身のハープ奏者・バリトン歌手。ウィーン少年合唱団を経て、ウィーン音楽アカデミーで学ぶ。
ウィーンフィルのハープ奏者だった1952年にNHK交響楽団の招きで来日。1955年に帰国するも再来日し、東京芸術大学講師、客員教授を経て、1964年に上野学園大学教授に就任。日本のハーピストの多くを育て、日本ハープ協会会長を務めるなど“日本ハープ界の父”として尽力。イスラエル国際ハープ・コンクールや仏の国際コンクールの審査員も務める。1966年にオーストリア科学・芸術名誉十字章を受章。
2018年11月21日に老衰のため東京都内で死去。89歳没。
故郷オーストリアで開催されるような音楽祭を日本でも行いたいと思っていたモルナールは、軽井沢の自然環境がオーストリアに似ていたことから1962年に「軽井沢ミュージックサマースクール」を開催、以後半世紀以上にわたって開催され続けている。軽井沢の宿泊施設「B&Bホテル漂鳥庵」によれば、モルナールが軽井沢に訪れるようになったのは、声楽家の福澤アクリヴィ・福澤幸雄親子に誘われたことがきっかけだという。

## 参照
- ヨーゼフ モルナール
- ヨセフ・モルナール